# Hank Henshaw
Hank Henshaw es un supervillano ficticio que aparece en el universo de DC Comics, que normalmente se conoce con el nombre de Cyborg Superman. Aunque originalmente se presentó principalmente como un enemigo de Superman, en los últimos años también ha sido un enemigo de Green Lantern Corps.

## Historial de publicaciones
Si bien el personaje debutó en Adventures of Superman # 465 (mayo de 1990) y fue creado por Dan Jurgens, fue reintroducido como el Cyborg Superman original durante la historia del Reign of the Supermen tras La muerte de Superman.

## Biografía ficticia
Hank Henshaw apareció por primera vez como miembro de la tripulación a bordo del condenado transbordador espacial Excalibur de la NASA en Superman (vol. 2) # 42, y Henshaw y los otros miembros de la tripulación fueron vistos a continuación en Adventures of Superman # 465.
Hank y los otros tres miembros de la tripulación de Excalibur, incluida su esposa Terri, son parte de un experimento de radiación diseñado por LexCorp que se ve afectado por una erupción solar, lo que hace que su lanzadera se estrelle. Como resultado de su exposición a la radiación, los cuerpos humanos de dos miembros de la tripulación fueron destruidos. Sin embargo, sus mentes sobrevivieron y pudieron construir nuevos cuerpos con radiación cósmica y trozos de tierra y restos del transbordador, respectivamente. Inicialmente, Henshaw y su esposa no sufren efectos nocivos por la radiación (aunque el cabello de Hank se vuelve blanco), y el equipo viaja a Metrópolis con la esperanza de utilizar las instalaciones de LexCorp para curar a sus compañeros de tripulación mutados. Durante una breve batalla con Superman, un miembro de la tripulación, ahora compuesto de radiación, se desquicia y vuela hacia el Sol, destruyéndose a sí mismo. Para entonces, el cuerpo de Henshaw ha comenzado a descomponerse rápidamente, mientras que su esposa está comenzando a pasar a una dimensión alternativa. Con la ayuda de Superman, Henshaw puede usar las instalaciones de LexCorp para salvar a Terri. El miembro restante de la tripulación del transbordador se suicida, usando una cabina de resonancia magnética para destrozar los componentes metálicos de su cuerpo.
Aunque el cuerpo físico de Henshaw expiró, pudo transferir su conciencia al mainframe LexCorp. Ahora capaz de controlar la tecnología, Henshaw se le aparece a su esposa en un cuerpo robótico. La conmoción de este extraño renacimiento es demasiado para Terri y en un ataque de locura, salta a la muerte. En este punto, la conciencia electrónica de Henshaw ha comenzado a interrumpir las redes de comunicaciones de la Tierra. Usando el equipo de comunicaciones de la NASA, Henshaw transmite su mente a la matrix de nacimiento que había llevado a Superman de Krypton a la Tierra cuando era un bebé. Crea una pequeña nave de exploración a partir de la matrix de nacimiento y parte solo al espacio exterior.
Henshaw pasa algún tiempo viajando entre planetas, vinculándose con formas de vida locales para aprender sobre la cultura y la historia de varios mundos. Henshaw llega a creer que Superman fue responsable de la tragedia del Excalibur después de enterarse de que en el momento del accidente, el Hombre de Acero había arrojado una inteligencia artificial kryptoniana rebelde (el Erradicador) al Sol. Henshaw cree que esto creó la llamarada solar que resultó en las transformaciones de la tripulación de Excalibur (aunque Superman había compartido esta preocupación con Terri después de que él le había salvado la vida y ella había confirmado que las llamaradas se habrían activado antes de que Superman se deshiciera del Erradicador). Con el tiempo, Henshaw se vuelve delirante y paranoico, creyendo que el Hombre de Acero había causado intencionalmente la muerte de él, su esposa y su tripulación, y luego lo expulsó de la Tierra. Al llegar a un planeta controlado por el señor supremo alienígena y enemigo de Superman, Mongul, Henshaw se entera de Warworld y recluta a Mongul por la fuerza como parte de un plan de venganza contra Superman.

### Reinado de los Supermen
Con Superman aparentemente muerto después de su batalla contra Doomsday, Henshaw decide hacerse pasar por él para destruir su reputación. Con ese fin, el Cyborg afirma ser Superman renacido, el resultado de que el cuerpo del héroe se reconstruyó y revivió con tecnología. El Cyborg luego usa el conocimiento obtenido de la matriz de nacimiento de Superman para construir un cuerpo que es genéticamente idéntico al de Superman. Cuando el profesor Hamilton lo analiza de cerca, el Cyborg pasa por algo real, debido a los componentes dentro de sí mismo que incluyen aleaciones kryptonianas, combinado con el hecho de que las partes del cuerpo reemplazadas se corresponden con aquellas partes del cuerpo del Superman original que estaban más severamente herido en su pelea con Doomsday.
Después de destruir una placa conmemorativa de Superman frente al Daily Planet, el Cyborg exilia a Doomsday al espacio, evita una fusión nuclear y salva al Presidente de los Estados Unidos de un intento de asesinato. La Casa Blanca luego respalda al Cyborg como el "verdadero" Superman. Cuando se encontró a Lois Lane, el Cyborg dijo tener imágenes borrosas, pero puede ver una "nave espacial en una granja y recordar como importante el nombre 'Kent'", lo que sugiere que Henshaw puede ser consciente de la identidad secreta de Superman.
La llegada de Henshaw como Superman es simultánea a la de otros tres: John Henry Irons (el autoproclamado Hombre de acero), el Erradicador (el autodenominado Último Hijo de Krypton) y el moderno Superboy. El respaldo del presidente asegura que el Cyborg eclipsa al resto de los héroes que afirman ser el heredero de Superman. Durante este tiempo, dos cultos surgen en anticipación del regreso de Superman de entre los muertos: uno que deifica al Erradicador y otro que venera al Cyborg. Los partidarios de ambos finalmente llegan a las manos sobre cuál es el verdadero Superman.

### Destruyendo Ciudad Costera
Cuando una nave alienígena aparece sobre Ciudad Costera, el Cyborg ataca y hiere gravemente al Erradicador, permitiendo que la nave de Mongul destruya la ciudad. El Cyborg también asesina a toda una familia de vacacionistas que intentan encontrar una salida del área devastada. El Cyborg pudo convencer a la Casa Blanca y al público de que el Erradicador era el responsable. Después de engañar y derrotar a Superboy, Henshaw se prepara para lanzar una ojiva nuclear destinada a convertir Metrópolis en una segunda Ciudad Motriz.
Superboy es capaz de escapar y advertir a John Henry Irons, Supergirl y al Superman original resucitado (pero impotente) de los planes del Cyborg. El cuarteto viaja al sitio de la antigua Ciudad Costera, y Superman (cuyos poderes están regresando lentamente), Supergirl y Acero se enfrentan a Mongul y Cyborg, mientras que Superboy evita que el misil golpee Metrópolis. Mientras que Linterna Verde derrota a Mongul, el Cyborg atrae a Superman y al Erradicador al reactor principal de Engine City e intenta matar a Superman con la kryptonita que alimenta el motor. Cuando Henshaw intenta matar a Superman con una ráfaga concentrada de radiación de kryptonita, el Erradicador intercepta la explosión a expensas de su propia vida. A medida que la energía de la kryptonita pasa a través del Erradicador, la radiación se altera y actúa para restaurar completamente los poderes de Superman. Superman es capaz de derrotar fácilmente al Cyborg ya debilitado metiendo su brazo en el pecho de Henshaw, matándolo y destrozando su cuerpo. Cuando Henshaw entra en pánico y dice que "de alguna manera" encontrará una manera de regresar, un Superman que duda simplemente dice que si lo hace, estará esperando.
Más tarde se reveló que Henshaw decidió atacar primero Ciudad Costera porque él y su difunta esposa eran antiguos residentes. Esto fue parte de un esfuerzo por borrar su vida anterior.

### Regreso
Antes de exiliar a Doomsday al espacio, Henshaw había instalado un dispositivo en el monstruo para permitirle detectar si Doomsday iba a escapar alguna vez. Después de la destrucción de su forma Cyborg Superman, Henshaw transfiere su conciencia a este dispositivo ya que Doomsday es "el lugar más seguro de la galaxia" para que el Cyborg se esconda. Doomsday es llevado a bordo de un crucero espacial y, a pesar de los frenéticos esfuerzos de la tripulación por deshacerse de él, mata a la tripulación y, al aterrizar en Apokolips, procede a saquear el planeta.
Cuando Superman, su poder ahora aumentado al ser repoblado por "kryptonita púrpura", llega; Henshaw emerge reconfigurando un soldado apokoliptiano acorazado, brutalmente asesinado por Doomsday, en un nuevo cuerpo (que, según todos los informes, tenía su ADN sobreescrito con el ADN kryptoniano que Henshaw había obtenido mientras estaba en la matrix de nacimiento de Superman, y por lo tanto aún conserva una parte de las habilidades de Superman y todavía se ve como se veía el Cyborg Superman, excepto por un cambio en el color de los componentes metálicos del Cyborg) y procede a sitiar el planeta junto a Doomsday. El Cyborg se apodera con éxito de la mayoría de Apokolips, pero es capturado por los Rayos Omega de Darkseid durante una batalla con Superman.

### Apokolips y más allá
Darkseid no mató al Cyborg; más bien, el Efecto Omega capturó a Henshaw en un pequeño orbe, con Darkseid planeando usar el Cyborg contra Superman en una fecha posterior. Darkseid finalmente libera a Henshaw con el entendimiento de que Henshaw dejará Apokolips y nunca regresará.
El Cyborg finalmente se alinea con un Tribunal intergaláctico que busca llevar a Superman a juicio por los crímenes de sus antepasados. Henshaw ayuda al Tribunal a capturar al Erradicador, Superboy, Supergirl, Acero y Alpha Centurion, que tenía la intención de rescatar a Superman. Sin embargo, el Cyborg traicionó al Tribunal e intentó conquistar su planeta para convertirlo en un nuevo Warworld. Superman y sus aliados detienen el plan del Cyborg y, cuando se informa al Tribunal sobre la participación de Henshaw en la destrucción de Ciudad Costera, lo encuentran culpable de genocidio y lo condenan a muerte. Como conciencia electrónica, Henshaw no puede ser asesinado por medios normales y es transportado más allá del horizonte de sucesos de un agujero negro, donde ni siquiera la luz puede escapar de la gravedad.
En lugar de ser destruido, el Cyborg se transporta (sin saberlo por otro villano, Thanos) a una dimensión Multiverso Marvel designado como 616, como se ve en el comienzo de una cuestión crossover One-shot de Green Lantern/Silver Surfer: Unholy Alliances. El Cyborg destruye un planeta en otro intento de recrear Warworld, atrayendo la atención de Silver Surfer. Su corta batalla es interrumpida por la llegada de Parallax, quien ha estado siguiendo al Cyborg durante algún tiempo, buscando venganza por la destrucción de Ciudad Costera. En la confusión, Henshaw escapa y es devuelto al Universo DC. Parallax deshace la destrucción del planeta que Henshaw había causado usando el poder donado por Silver Surfer.
El Cyborg se encuentra de nuevo con Hal Jordan en el Muro de la Fuente, un nexo de estatuas que canaliza la energía vital para preservar el Cuarto Mundo. Parallax usa sus poderes para generar representaciones de las víctimas de Ciudad Costera, que destrozan el cuerpo del Cyborg. Jordan luego dispersa la conciencia de Henshaw, y el Cyborg aparentemente es destruido una vez más.
Durante una crisis que involucra a Godwave, Superman (vestido con su traje de energía azul en ese momento) viaja a Nuevo Génesis y se encuentra de nuevo con Henshaw. Henshaw ha tomado parte de la estructura de Muro de la Fuente y ha creado un pequeño mundo compuesto por sus recuerdos, que usa para burlarse de Superman antes de ser derrotado nuevamente. Sin que Superman lo supiera, el Cyborg almacenó su propia conciencia en el traje de contención de alta tecnología de Superman. Después de que Superman regresa a la Tierra, Henshaw escapa y construye un nuevo cuerpo, esta vez haciéndose pasar por un profesor de arte en una escuela secundaria en un intento de empezar de nuevo. Es un maestro popular y se hace amigo de la ciega Ashbury Armstrong (hija de Dirk Armstrong), pero finalmente su rabia hacia Superman hace que revele su verdadera identidad y su nuevo cuerpo se pierde en una pelea con Superman. Para escapar de la detección, Henshaw almacena su conciencia en una estatua de arcilla. Esta estatua es luego robada por Toyman y los dos villanos unen fuerzas para matar a Superman. Con este fin, Cyborg diseña una máquina que romperá la forma de energía de Superman en múltiples componentes y los enviará a diferentes puntos de la galaxia, evitando que Superman se vuelva a reformar. Un mal funcionamiento en la máquina hace que Superman se divida en Superman Azul y Superman Rojo, el último de los cuales finalmente derrota y recupera al Cyborg.
El Cyborg más tarde intenta apoderarse de Kandor, pero falla cuando es derrotado por Superman y enviado a la Zona Fantasma. Poco después de la historia de Superman Y2K, Henshaw escapa de la Zona y ataca a Superman, que sufría de envenenamiento por kryptonita. Henshaw es derrotado con la ayuda de los kandorianos y enviado de regreso a la Zona Fantasma, jurando venganza. Sin embargo, no se le encuentra en visitas posteriores a la Zona.

### Manhunters
Henshaw regresa en una forma similar a su cuerpo original, cuando se revela que es el nuevo Gran Maestro de los Manhunters. Con su influencia, los Manhunters se han mejorado con material orgánico, sobre todo con sangre. En Biot, el mundo natal de Manhunter, en el sector 3601, Henshaw mantiene cautivos a varios Green Lanterns supuestamente muertos, la mayoría de los cuales parecieron morir durante la saga Emerald Twilight.
Henshaw también ha utilizado la tecnología kryptoniana para mejorar a los Manhunters. Durante el arco de la historia de Green Lantern, No Fear, se ven robots kryptonianos atendiendo a los Manhunters. Henshaw, el Gran Maestro, permitió que Green Lantern Corps se reconstruyera por razones no especificadas como parte de su plan maestro. Si bien Henshaw explica que se encontró por primera vez con los Manhunters en el momento en que Parallax lo encarceló en el Muro de la Fuente, aún no se ha revelado cómo el Cyborg pudo escapar de la Zona Fantasma y tomar el control de Biot. Henshaw es derrotado cuando Biot explota, destruyendo la mayor parte de su cuerpo aparte de su cabeza.
Luego, un Guardián lleva la cabeza de Henshaw a Oa para que puedan aprender cómo pudo tomar el control de Biot, lo que aprendió de los Manhunters y aprender sobre "los 52" (refiriéndose a lss 51 Tierras alternativas creadas durante la segunda Crisis, así como su propia realidad). También se revela que el Cyborg conoce a los 52, aunque no está del todo claro cómo llegó a conocer este conocimiento. Se dice que ha explorado "The Bleed"; el espacio entre dimensiones, que podría haber ocurrido cuando estuvo encarcelado allí, en el Muro de la Fuente, o en su exploración pasada del Universo Marvel.

### Sinestro Corps
La cabeza de Henshaw es tomada por el Sinestro Corps después de su invasión de Oa a Qward. Más tarde, Henshaw es visto como un heraldo del Antimonitor recién regresado. Reconstruye su cuerpo de cyborg y reemplaza el símbolo S en su pecho con el símbolo del Sinestro Corps. Ahora maneja diez anillos de poder qwardianos. Se revela que Henshaw se ha unido al Sinestro Corps para que el Antimonitor luego pueda matarlo y permitirle descansar en paz.
Henshaw fue el foco de Tales of the Sinestro Corps Presents: Cyborg Superman one-shot que fue lanzado el 3 de octubre de 2007. En este libro, Henshaw y sus Manhunters se dirigen a la Tierra para ayudar al Sinestro Corps en su ataque. En el camino, Henshaw deja de liderar a los Manhunters que continúan hacia sus destinos preprogramados. Mientras los ve irse, recuerda todo lo que le ha sucedido, desde el terrible accidente del transbordador hasta el suicidio de su esposa cuando lo ve en su forma de robot. Termina este viaje por el carril de la memoria yendo a la tumba de su esposa. Él saca su cadáver y lo rompe en dos, gritando que todo lo que quiere no es estar con ella, sino que estos recuerdos se desvanezcan.
Mientras tanto, los Manhunters comienzan un asalto al satélite JLA. Chica Halcón, Black Lightning y Red Arrow toman represalias; sin embargo, los tres se neutralizan cuando Henshaw ayuda en el ataque y manipula con éxito la mecánica del núcleo del satélite. Cuando el satélite se sale de órbita, Superman aparece y se enfrenta a Henshaw en la batalla. Su lucha continúa en la Tierra, mientras Sinestro transporta a su tripulación y su nave desde el universo de la antimateria. Al principio, Superman parece tener la ventaja; sin embargo, después de dos golpes, Henshaw ataca con gran poder y rabia, atravesando la Estatua de la Libertad. Al final, Henshaw tiene a Superman ahogado, pensando que la victoria está cerca.
Más tarde se lo ve brevemente en Tales of the Sinestro Corps Presents: Superman-Prime, presumiblemente después de haber sido rechazado por la fuerza combinada de Superman, Supergirl y Power Girl.
Cuando Green Lantern Corps decide detonar New Warworld y la batería de energía central del Sinestro Corps para destruir el Anti-Monitor, Henshaw se deja atrapar detrás de un escudo y se expone a la explosión masiva. Sin embargo, antes de ser destruido, agradece al Green Lantern Corps.
La mayor parte del cuerpo de Henshaw sobrevivió a la explosión, pero sufrió más daños cuando Superman-Prime lanzó el Anti-Monitor al espacio. La parte superior de su cráneo fue recuperada por los androides Manhunters. Incapaces de detectar signos de vida y confundidos sin su liderazgo, los Manhunters reanimaron el cerebro del Cyborg Superman. Derramó una lágrima cuando se dio cuenta de que todavía estaba vivo.

### Muerte y recuperación
En el crossover Brightest Day, Henshaw eventualmente regresaría y trabajaría con los Alpha Lanterns mientras intentaban aumentar cada Green Lantern, incluido Ganthet, en un Alpha. Esto fue aparentemente por sugerencia de la figura vestida que sostenía a Ion y Parallax, quien le dijo que Ganthet tenía el conocimiento para destruirlo permanentemente, después de que los intentos de Henshaw de provocar a Nekron para que lo matara durante Blackest Night fallaron porque él carecía de corazón para atraer el interés de Nekron. Al amenazar con hacer que los Alpha Lanterns se maten si Ganthet no coopera, Henshaw obliga a Ganthet a trabajar para revertir los aumentos que convirtieron a los Green Lanterns en Alpha Lanterns, con la esperanza de poder usar la información resultante para restaurar su cuerpo mortal original.
Aparentemente, Henshaw murió cuando su fuerza vital finalmente se separó de su cuerpo casi indestructible por las explosiones combinadas de varios Linternas y Ganthet, y apareció en el plano mental de la Alpha-Lantern Boodikka en un intento de apoderarse de su cuerpo biomecánico. donde ambos seres eran su yo original, sin poder. Su esencia, dotada con sus formidables habilidades de combate innatas, se enfrentó a la de él en un combate uno a uno, y rápidamente dominó y mató su forma astral.
Después, sin embargo, Ganthet notó inmediatamente que había algo diferente en ella. Boodikka afirma que esto se debe a que las emociones recién descubiertas de Ganthet le permitieron verla como es (el verdadero yo de Boodikka, ahora en control de su cuerpo nuevamente), no por lo que ella es (una Alpha Lantern).
En el crossover de Reign of Doomsday, Boodikka fue atacada por Doomsday mientras investigaba los restos de New Krypton, y se reveló que Henshaw todavía estaba vivo dentro de ella, formando un nuevo cuerpo a partir de su circuito interno para luchar contra Doomsday mientras Batman y Supergirl intentaban hacerlo, reparar a Boodikka. Henshaw usa sus habilidades para tomar el control de la Atalaya de JLA y usa las defensas del satélite en un intento de matar a Doomsday, razonando que si lograba destruir a la criatura que mató a Superman, demostraría de una vez por todas que es superior a Superman. Después de que la criatura es desmembrada violentamente por Henshaw, de alguna manera absorbe la nanotecnología del cuerpo de Henshaw y se repara a sí mismo, convirtiéndose en un nuevo ser llamado Cyborg Doomsday. Cyborg Doomsday de alguna manera se las arregla para negar la capacidad de Henshaw para repararse a sí mismo, lo que lleva a Henshaw a creer que finalmente podría encontrar su desaparición. Supergirl irrumpe en la escena e intenta detener a Doomsday ella misma, pero Henshaw le dispara una ráfaga de energía, afirmando que no le permitiría derrotar a la criatura que lo había golpeado humillantemente momentos antes. Con Supergirl distraída, Cyborg Doomsday la deja inconsciente y luego le arranca uno de los brazos a Henshaw antes de partir con sus dos cautivos inconscientes. Atrapados en un satélite con los otros Supermen, los héroes concluyen que Henshaw ha quedado atrapado con ellos para mantenerlos desorganizados debido a las tensiones causadas por su presencia, lo que llevó a Henshaw a partir y buscar el satélite él mismo. Después de que Superman llega para rescatar a sus camaradas, Henshaw revela que los Doomsdays que lucharon contra ellos eran en realidad clones del original creado por Lex Luthor. Henshaw intenta luchar contra ellos, pero Superman arranca su nodo central, sabiendo que no sobrevivirían a una confrontación con los Doomsday. Después de que los clones de Doomsday sean enviados a otra dimensión, Henshaw está bajo la custodia de S.T.A.R. Labs.

### The New 52yDC Rebirth
En septiembre de 2011, The New 52 reinició la continuidad de DC. En esta nueva línea de tiempo, un Henshaw completamente humano aparece como un médico que trabaja para el Centro de Investigación de Prótesis Avanzada y colega de Caitlin Fairchild. Tiene la tarea de reactivar el androide Spartan.
Mientras está en el espacio y después de salvar un planeta llamado I'noxia, Supergirl descubre a un Cyborg Superman amnésico que vive allí. Se revela que esta versión es Zor-El, que sobrevive a la destrucción de Krypton y Brainiac lo reconfigura como mitad máquina mitad humana para ser su explorador en busca de especies más fuertes en el universo. Su corazón se cambió por el de un humano para eliminar su capacidad de verse afectado por la kryptonita.
Cuando el humano Henshaw es enviado al espacio en el Excalibur en una misión a largo plazo, es monitoreado por Clark Kent y Lois Lane del universo pre-Flashpoint, quienes quedaron atrapados en el mundo New 52 después de la Convergencia, con Superman buscando para evitar el surgimiento de algunos de sus antiguos adversarios en este mundo. Cuando el Excalibur se estrella después de regresar de un viaje de diez años a Júpiter y viceversa, Superman salva la nave, pero se sorprende al ver que Henshaw es la única persona a bordo. Llevando a Henshaw a una base que ha establecido en las regiones árticas para evaluar mejor si este Henshaw es una amenaza o no, Superman se ve brevemente obligado a enfrentarse tanto a Henshaw como a un nuevo enemigo llamado Blanque, que posee poderosas habilidades telepáticas y telequinéticas y también se mantuvo en la fortaleza, pero una vez que Blanque se concentra en luchar contra Superman, Henshaw ayuda a Superman a derrotar a este nuevo enemigo con las armas de una nave espacial que también se mantuvo en la fortaleza. Más tarde se revela que Henshaw adquirió parte de un objeto conocido como 'la Piedra del Olvido' en Júpiter, con Superman forzado a enfrentarse a un guerrero alienígena que buscaba tanto la parte de Henshaw de la piedra como otra parte guardada en la fortaleza, pero Superman la ahuyenta Henshaw afirmó cuando se le preguntó que no recordaba nada de lo que sucedió en el Excalibur o entre su aterrizaje y su descubrimiento.
Después de que la interrupción de la realidad causada por Mister Mxyzptlk provocó que las historias de Flashpoint y New 52 Superman se fusionaran durante el reinicio de DC Rebirth, los recuerdos de Henshaw de su pasado como Cyborg Superman fueron restaurados. Con este conocimiento, se propuso reunir a varios viejos enemigos de Superman como Metallo, el Erradicador, Blanque y su antiguo 'aliado' Mongul para formar el Escuadrón de Venganza de Superman antes de usar la Piedra del Olvido para restaurar su cuerpo a su estado Cyborg Superman. Incluso expresó interés en reclutar al General Zod para su grupo. El nuevo Escuadrón de Venganza contra Superman luego partió hacia la Fortaleza de la Soledad de Kal-El para obtener el Proyector de la Zona Fantasma, todavía necesitando el ejército kryptoniano de Zod para derrotar a la familia Superman. Lo que el Cyborg no se dio cuenta fue que Zod estaba usando al Escuadrón para lograr sus propios fines. Después de encontrar a su familia atrapada dentro de los confines de la Zona, Zod los traicionó, dejando a Henshaw atrapado dentro de la Zona Fantasma.
Pronto sería liberado por su odiado enemigo, Superman, debido a una epifanía que tuvo Clark durante una excursión en el tiempo con Booster Gold. Para mantener dócil a la enloquecida amenaza biónica mientras se le ocurría un medio más humano de detenerlo, Superman le dio a Henshaw un cristal de memoria kryptoniano que apaciguaría la ira del Cyborg Superman al permitirle revivir sus recuerdos más felices en un mundo de fantasía fabricado por su propia mente. Este encarcelamiento autoimpuesto no duraría, sin embargo, ya que el hombre máquina demente encontró otro medio de escape. Mientras estaba atrapado, una parte de su mente escapó al universo, donde trató de manipular a los Guardianes y a su oficina intergaláctica designada para hacer cumplir la ley, el Green Lantern Corps, para facilitar su escape.
Incluso atrapado dentro de la vivienda kryptoniana de Superman, Henshaw pudo influir en la Batería de Energía Central en Oa, un universo de distancia. Desde dentro de su celda, orquestó un misterio en torno a la muerte de un Guardián para encontrar un arma poderosa, el Anillo Fantasma. Después de piratear la red del anillo de los Lantern, Henshaw usó al desprevenido miembro del cuerpo Simon Baz para sacar al Cyborg de la Fortaleza de la Soledad y entregarle el Anillo Fantasma. Aunque Henshaw pudo capturar los Green Lanterns ya que su piratería en su principal batería de energía central inutilizó sus anillos, sin embargo debido a John Stewart y Simon Baz usando las armas kryptonianas que Simon tomó prestadas de la Fortaleza, junto con el hecho de que cualquier Green Lantern que no hubiera recargado sus anillos antes de que Henshaw pirateara la batería principal (como Hal Jordan y Kilowog) era inmune, lo que les permitía luchar. En represalia, Henshaw se retiró a la Tierra con la intención de recrear el desastre de destruir Ciudad Costera con el poder del Anillo Fantasma. Con la ayuda de otros Green Lantern Corpsmen (como Sodam Yat), Henshaw fue derrotado y obligado a retirarse con el Anillo Fantasma.

## Poderes y habilidades
Hank Henshaw es un "tecnomorfo". A diferencia de un simple tecnópata que puede manipular físicamente la tecnología con su mente, Henshaw puede extender su conciencia a cualquier máquina.
A través de su habilidad de tecnomorfismo, Henshaw también ganó poderes kryptonianos similares a Superman, mientras eliminaba debilidades como la vulnerabilidad a la kryptonita. Incluso puede comandar tecnología alienígena compleja, como anillos de poder, controlando y asimilando la energía que alimenta los anillos y sus baterías.

## Otras versiones
- Hank Henshaw aparece en el primer arco de la temporada 11 de Smallville, una continuación del cómic de la serie de televisión Smallville.[55] Henshaw, representado como un piloto heroico que Lex Luthor envía para pilotar su nueva Plataforma de Defensa Guardian anti-alienígena, casi muere cuando la Plataforma Guardian dispara sus armas dentro del transbordador, causando una peligrosa fuga de radiación. Superman rescata a la tripulación (junto con la esposa de Hank, Terri), pero Hank se lleva la lanzadera que arroja radiación de manera segura para que los civiles no resulten heridos por su choque. Superman lo saca tan pronto como puede, pero queda cubierto de quemaduras de tercer grado y sufre del síndrome de enclaustramiento.[56] Henshaw intentó matar a Lex, pero Terri logró convencerlo de que era culpa de Superman (ya que no había logrado salvarlo a tiempo, a pesar de haber movido previamente un planeta). Entonces, cuando apareció Superman, Henshaw comenzó a pelear con él en su nuevo cuerpo robot de S.T.A.R. Labs. Los dos lucharon durante unos minutos, hasta que Superman separó la cabeza del cuerpo del robot de Henshaw del resto del dron. Luego, Henshaw se calmó y se disculpó con Superman. Su cabeza se colocó en un lugar seguro en S.T.A.R. Labs. Durante los meses siguientes, Henshaw se hizo amigo cercano de Tess Mercer (a quien recientemente también habían subido su conciencia a una computadora), quien lo visitaba con frecuencia. Debido a sus propias experiencias, Henshaw la instó a no desperdiciar esta segunda oportunidad.[57] Henshaw permaneció en S.T.A.R. Labs hasta que Eclipso atacó la ciudad. Superman había sido enviado a otro universo, dejando a la ciudad indefensa. Henshaw estalló y se hizo un nuevo cuerpo de robot. Se unió a la fuerza con Supergirl (Kara Zor-El) y Superboy (Kon-El) y luchó contra Eclipso. Después de la derrota de Eclipso, Henshaw se encargó de sacar el diamante Eclipso de la Tierra. Con la ayuda del Green Lantern, Henshaw fue enviado al espacio profundo hacia un destino desconocido.[58]
- Hank Henshaw también aparece en la historia de Elseworlds, JLA: Act of God.[59]
- En la historia cruzada Superman vs. The Terminator: Death to the Future, Henshaw se entera de la existencia de Skynet en el futuro y usa un cráneo de Terminator rescatado para proporcionarle a Skynet información sobre las debilidades de Superman, y luego se alía con una unidad T-X para eliminar a John Connor y la familia Superman. A pesar de que Henshaw se fusiona con la T-X para luchar contra Superman, se ve obligado a retirarse cuando Supergirl infecta al híbrido con un virus informático desarrollado por Lex Luthor para usar contra los Terminators que daña a la T-X sin posibilidad de reparación.

## En otros medios

### Televisión
- En el episodio de Legión de Super-Héroes, "Mensaje en una botella", un robot Superman que se parece al Cyborg Superman aparece como el cuidador de la propiedad de la Fortaleza de la Soledad en el siglo 31 y es interpretado por Yuri Lowenthal.
- Hank Henshaw aparece en la serie Supergirl, interpretado por David Harewood.[60] En el episodio de la primera temporada, "Humano por un día", el líder de la D.E.O., que antes se pensaba que era Hank Henshaw, revela que en realidad es J'onn J'onzz, un refugiado alienígena. El Henshaw original vio a todos los alienígenas como peligrosos y fundó el D.E.O. para cazarlos. Al enterarse de J'onn, se obsesionó con matarlo. Mientras cazaba al extraterrestre en Perú, el agente de la D.E.O. Jeremiah Danvers encontró a J'onn y rápidamente se dio cuenta de su verdadera naturaleza inofensiva. Más tarde, Henshaw encontró a los dos confraternizando y atacó a J'onn, ignorando las súplicas de Jeremiah y la insistencia de que J'onn no era peligroso. Después de una pelea, Henshaw apuñaló fatalmente a Jeremiah, antes de caer por un acantilado a su aparente muerte. J'onn adoptó la forma de Henshaw para garantizar el trato humano de los extraterrestres por parte de la D.E.O., así como para vigilar a las hijas de Danvers, Alex y Kara. En el episodio de la segunda temporada. "The Darkest Place", se revela que Henshaw está vivo, habiendo sido convertido en un autoproclamado "Cyborg Superman" por Proyecto Cadmus, aunque a diferencia de los cómics, conserva su apariencia original con una armadura de metal en lugar de básicamente cargarse a sí mismo en una copia de la forma de Superman.[61] Trabaja con la líder de Cadmus Lillian Luthor durante toda la temporada hasta su arresto en la final. En el episodio "Alex en el país de las maravillas", una versión de realidad virtual de Henshaw robó una ojiva en un plan para recuperar el D.E.O. Después de capturar a Kara, es derrotado por Alex como Supergirl.
- Hank Henshaw aparece en Mis aventuras con Superman, con la voz de Max Mittelman.[62]Esta versión es un empleado de S.T.A.R. Labs y viejo amigo de Lois Lane.

### Película
- La película Superman: Doomsday de DC directamente en DVD, basada en la historia de "La muerte de Superman", presenta una variación del personaje Cyborg Superman. Uno de los muchos cambios es un elenco optimizado que corta a los cuatro impostores de Superman, incluido Henshaw. Los elementos de tres de los cuatro impostores (Henshaw, Superboy y el Erradicador) se combinaron en el clon de Superman creado por Lex Luthor en la película.[63]
- Henshaw es interpretado por Elijah Wood en el cortometraje de 2011 The Death and Return of Superman.[64]
- En la undécima entrega del Universo de Películas Animadas de DC, Death of Superman, aparece al principio en forma humana, donde su lanzadera Excalibur es destruida por el asteroide que lleva Doomsday a la Tierra. Inicialmente se negó a evacuar creyendo que Superman vendría al rescate. Esta obsesión provocó la muerte de su tripulación. Durante la última escena poscrédito, aparece como Cyborg Superman. Hank tiene la voz de Patrick Fabian.
- Henshaw regresa de manera prominente en la secuela Reign of the Supermen como el principal antagonista, con Patrick Fabian regresando como su conciencia y Jerry O'Connell como su nuevo alter ego Cyborg Superman. A diferencia de la historia original, donde Henshaw esencialmente creó su nuevo cuerpo él mismo y reclutó por la fuerza a Mongul como su asociado, aquí Henshaw se presenta como un esbirro de Darkseid con lavado de cerebro, quien envió Doomsday a la Tierra para debilitar a la Liga de la Justicia. Al recuperar los restos de Hank Henshaw, Darkseid lo resucitó y transfirió la conciencia de Henshaw a un cuerpo de cyborg mientras lo adoctrinaba para resentir el fracaso de Superman para salvar la lanzadera. Después de que la Liga de la Justicia aparentemente muere salvando la vida del Presidente de los Estados Unidos de Parademonios, Henshaw engaña a Metropolis para que le permita crear un grupo de cyborgs a los que en realidad se les lava el cerebro en sus drones, los 'drones' eventualmente se unen para crear un Boom Tube que permitirá a Darkseid enviar sus fuerzas a la Tierra en masa. Afortunadamente, los otros tres Supermen pueden revivir el original y traerlo de regreso a Metrópolis, donde Superman se enfrenta a Henshaw en la batalla mientras Steel, Superboy, Lois y Luthor traen a la Liga de la Justicia de la dimensión a la que fueron desterrados. Henshaw casi mata a Superman mientras luchan en la nueva Atalaya de la Liga de la Justicia, pero Lois puede darle un impulso a Superman al bajar los protectores solares del satélite, lo que le permite a Superman dañar a Henshaw. Los sistemas regenerativos de Henshaw lo hacen casi indestructible, lo que obliga a Superman a apuñalar a Henshaw en la cabeza con un cristal que contiene la esencia del Erradicador, que aparentemente destruye la conciencia de Henshaw.

### Videojuegos
- Cyborg Superman es un personaje jugable como uno de los Superhombres incluidos en el videojuego de SNES & Genesis The Death and Return of Superman en 1994. También es el jefe final del juego.
- Cyborg Superman aparece como un personaje jefe en Superman: The Man of Steel de 2002.
- Cyborg Superman aparece en Injustice: Dioses entre nosotros, con la voz de George Newbern. Aparece como un aspecto alternativo descargable para Superman y tiene el diálogo de Regime Superman.
- Henshaw también aparece en DC Universe Online en el noveno contenido descargable, "War of the Light Part I". Como héroe, luchas contra él y Sinestro en "Assault & Battery", y nuevamente como jefe en "Mist Recovery". Como villano, ayuda a los jugadores a recolectar Mist y luchar contra Kyle Rayner en "Mist Recovery".[65]
- Cyborg Superman aparece como un personaje jugable en Lego Batman 3: Beyond Gotham, con la voz de Travis Willingham.

### Radio
- El productor de radio británico Dirk Maggs produjo una serie de radio de Superman para BBC Radio 5 en la década de 1990. Cuando ocurrió el arco de la historia de "La muerte de Superman" en los cómics, Maggs presentó una versión fiel pero optimizada del cuento, con Stuart Milligan como Clark Kent / Superman, Lorelei King como Lois Lane y William Hootkins como Lex Luthor. El actor Kerry Shale interpretó al villano Henshaw y a Superboy. El arco de la historia se empaquetó para la venta en casete y CD como Superman: Doomsday and Beyond en el Reino Unido y como Superman Lives! en los EE. UU.

### Varios
- Durante el cruce entre DC / Marvel, Green Lantern / Silver Surfer: Unholy Alliance, Henshaw se muestra brevemente en el Universo Marvel, después de haber destruido un planeta debido a las tensiones generadas por las mareas cuando trató de convertirlo en un nuevo Warworld. Se enfrenta a Silver Surfer, quien una vez salvó al planeta cuando actuó como Heraldo de Galactus. Henshaw está intrigado a la referencia de la persona que practica al poder de Galactus, pero la lucha es interrumpida por Hal Jordan - actualmente Parallax - pidiendo venganza por la destrucción de la ciudad de la costa de Henshaw. Más tarde se revela que Thanos fue responsable de la aparición de Henshaw en el Universo Marvel; Habiendo descubierto la grieta multiversal creada por la destrucción de Oa, Thanos sacó a Henshaw del Universo DC para probar la grieta, y luego envió a Terrax al Universo DC para probar a Kyle Rayner como parte de su plan.
  - En el cruce posterior Superman / Fantastic Four: The Infinite Destruction, Reed Richards y su equipo se ven forzados a una incómoda alianza con Henshaw cuando Galactus secuestra a Superman y lo transforma en su Heraldo. En conversación con Susan Storm, Henshaw señala la similitud "irónica" entre su origen y los FF. Eventualmente, Superman es liberado de su posición como Heraldo cuando su voluntad demuestra ser más fuerte que la reprogramación de Galactus, debido a la magnitud del impacto que la destrucción de Krypton ha tenido en él como persona. La historia concluye con Galactus atacando a Henshaw con un rayo que lo convierte en una simple barra de metal en respuesta a sus súplicas de perfección, luego del descubrimiento de que Henshaw fue el responsable de que Superman llegara al Universo Marvel; Henshaw le envió a Superman un mensaje falso de Jor-El para sugerir que Galactus estaba involucrado en la destrucción de Krypton, buscando el poder de convertirse en un Heraldo después de enterarse de Galactus en su encuentro con el Surfer.
- Hank Henshaw apareció en el número 19 de los cómics de Batman: The Brave and the Bold. Batman tuvo que trabajar con Green Lantern Corps para evitar que Hank Henshaw matara a Hal Jordan.[66]